# Höpfingen
Höpfingen è un comune tedesco di 3 080 abitanti, situato nel land del Baden-Württemberg.